# Maruja Toro
Maruja Toro Osorio (Fresno, Tolima, 10 de marzo de 1915-Bogotá, 4 de junio de 1980) fue una actriz de cine, teatro y televisión colombiana. Esta actriz se convirtió en una de las más emblemáticas figuras en el mundo de la actuación colombiana, hasta el punto de que el Círculo de Artistas de Colombia fundó los premios Maruja Toro en su honor.

## Carrera
Durante los primeros años de su carrera fue locutora para diferentes radio difusoras nacionales como Ecos del Combeima en Ibagué y la Radio Nacional, radio Nuevo Mundo y Radio Nueva Granada en Bogotá. Su debut en la televisión colombiana se dio en 1961 cuando participó del elenco del programa televisivo llamado El teleteatro de los Jueves, donde inició su carrera actoral en la televisión colombiana. Además estuvo presente en series televisivas de la década de los 60 como: Lucía de Malvart (1964) dirigida por  Eduardo Gutiérrez y Candó (1969), también dirigida por Eduardo Gutiérrez y escrita por Bernardo Romero.
Además, Maruja Toro participó en diferentes compañías teatrales dirigidas por Luis Enrique Osorio y Enrique WilFord, realizando varias giras nacionales e internacionales, especialmente bajo la dirección de Wilford. En una de esas giras internacionales recibió el premio a Mejor Actriz en el Festival Internacional de Teatro en México por el papel desempeñado en la obra de teatro No me descubras, Cristóbal. Por otra parte, en 1971 participó en la representación de El fantasma de Canterville dirigida por Jaime Botero. Estos papeles la convirtieron en una de las grandes personalidades del teatro colombiano de aquella época.   
En cuanto a sus papeles en el cine colombiano, se destacan los personajes a los que les dio vida en las películas colombianas Los pistoleros de la muerte y Tres cuentos colombianos. Además participó en varias películas colombianas entre las décadas de los 60' y los 70', inmortalizando a sus personajes en los anaqueles del archivo cinematográfico colombiano de diferentes instituciones como Fundación patrimonio fílmico colombiano y Proimágenes.

## Filmografía
| Año  | Película                 |
| ---- | ------------------------ |
| 1962 | Tres cuentos colombianos |
| 1966 | Vive como quieras        |
| 1968 | Casi un extraño          |
| 1969 | Candó                    |
| 1971 | Una vida para amarte     |
| 1972 | La ciudad grita          |
| 1973 | El muro del silencio     |
| 1975 | Pistoleros de la muerte  |
| 1978 | El candidato             |

## Premios y nominaciones
En la década de los 60 en México recibió el premio a mejor actriz por la Obra No me descubras, Cristóbal. Además recibió diferentes conmemoraciones por varios de los papeles que interpretó en el cine y la televisión colombiana, hasta el punto de que el Círculo de Artistas Colombianos creó un premio con su nombre que ha sido otorgado a personalidades del campo de la dramaturgia colombiana como la actriz Vicky Hernández, entre otras.